# Comuna Vasîlivka, Semenivka
Vasîlivka (în ucraineană Василівка) este o comună în raionul Semenivka, regiunea Poltava, Ucraina, formată din satele Bilohubî, Brusove, Ceaplînți și Vasîlivka (reședința).

## Demografie
Componența lingvistică a comunei Vasîlivka
     Ucraineană (97,31%)
     Rusă (1,73%)
     Alte limbi (0,64%)
Conform recensământului din 2001, majoritatea populației comunei Vasîlivka era vorbitoare de ucraineană (97,31%), existând în minoritate și vorbitori de rusă (1,73%).